# Rhigozum
Rhigozum es un género perteneciente a la familia de las bignoniáceas con once especies de pequeños árboles.

## Taxonomía
El género fue descrito por William John Burchell  y publicado en Travels in the interior of South Africa 1: 299. 1822. La especie tipo es: Rhigozum trichotomum 

## Especies
| - Rhigozum angolense - Rhigozum brachiatum - Rhigozum brevispinosum - Rhigozum linifolium - Rhigozum madagascariense - Rhigozum obovatum | - Rhigozum somalense - Rhigozum spinosum - Rhigozum trichotomum - Rhigozum virgatum - Rhigozum zambesiacum |